# Grièges
Grièges ist eine französische Gemeinde mit 1.909 Einwohnern (Stand: 1. Januar 2022) im Département Ain in der Region Auvergne-Rhône-Alpes; sie gehört zum Arrondissement Bourg-en-Bresse und zum Kanton Vonnas.

## Geographie
Die Gemeinde Grièges liegt in der Landschaft Bresse, etwa fünf Kilometer ostsüdöstlich von Mâcon und etwa 29 Kilometer westnordwestlich von Bourg-en-Bresse.
Am westlichen Gemeinderand verläuft die Saône, die hier die Grenze zum Département Saône-et-Loire bildet, an der nördlichen Gemeindegrenze fließt die Veyle.
Umgeben wird Grièges von den Nachbargemeinden Saint-Laurent-sur-Saône im Norden, Crottet im Norden und Nordosten, Pont-de-Veyle im Nordosten, Laiz im Osten, Cruzilles-lès-Mépillat im Südosten, Cormoranche-sur-Saône im Süden, Varennes-lès-Mâcon im Westen sowie Mâcon im Nordwesten.
Durch das Gemeindegebiet führt die Autoroute A406.

## Bevölkerungsentwicklung
| Jahr                       | 1962 | 1968 | 1975 | 1982 | 1990 | 1999 | 2010 | 2021 |
| Einwohner                  | 1025 | 1108 | 1286 | 1423 | 1606 | 1598 | 1899 | 1901 |
| Quellen: Cassini und INSEE |      |      |      |      |      |      |      |      |

## Sehenswürdigkeiten

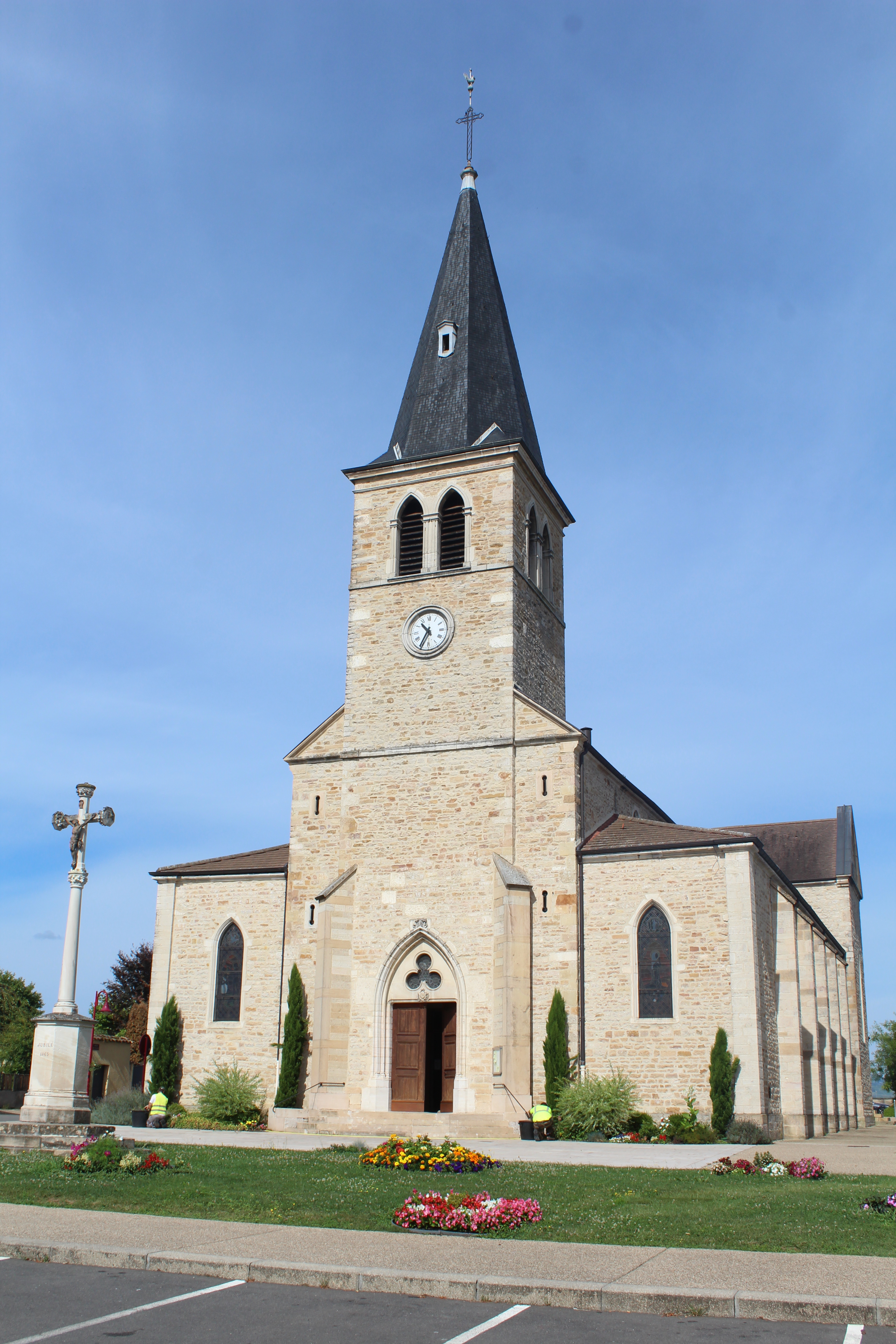
Kirche Saint-Martin
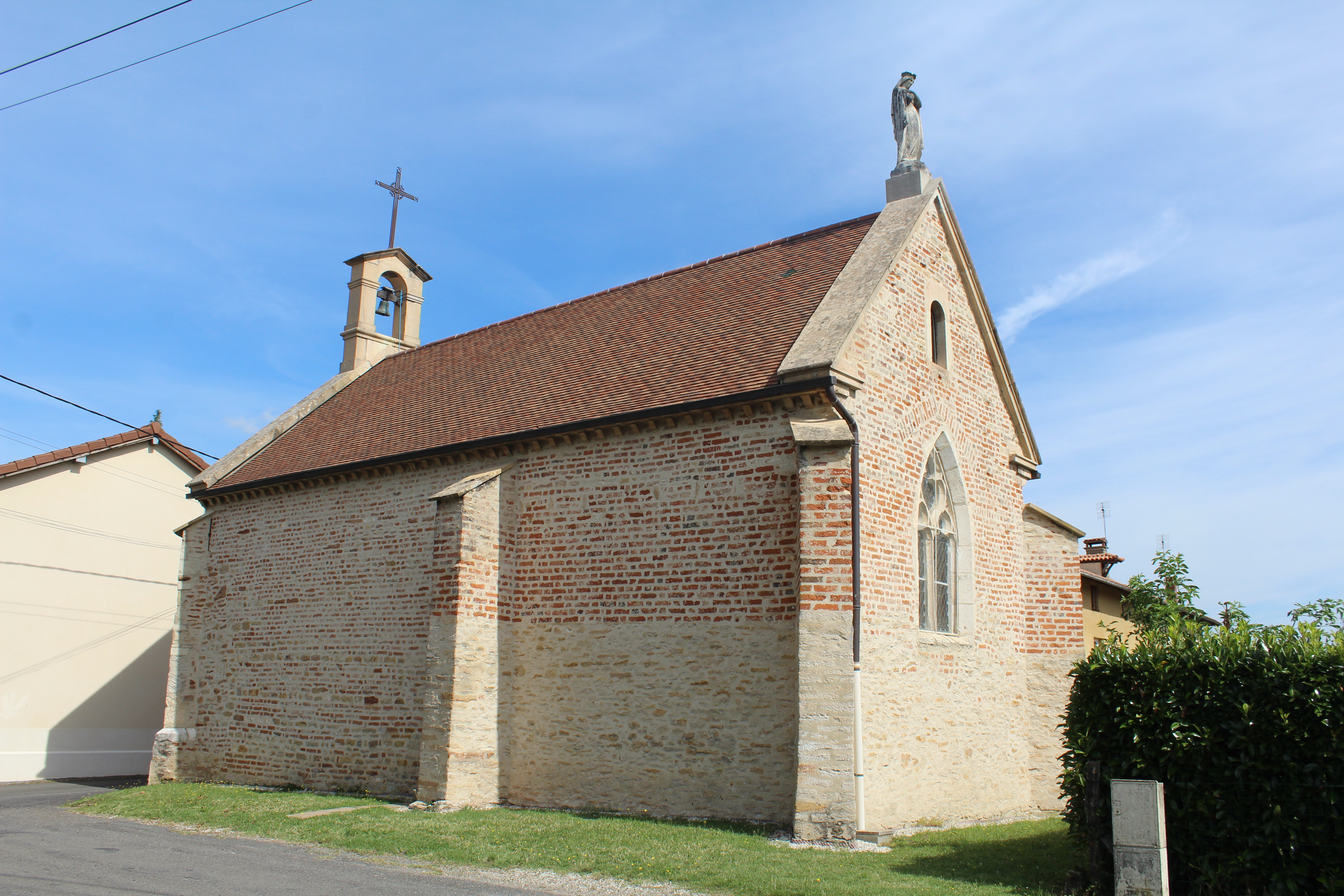
Kapelle Saint-Gengoult
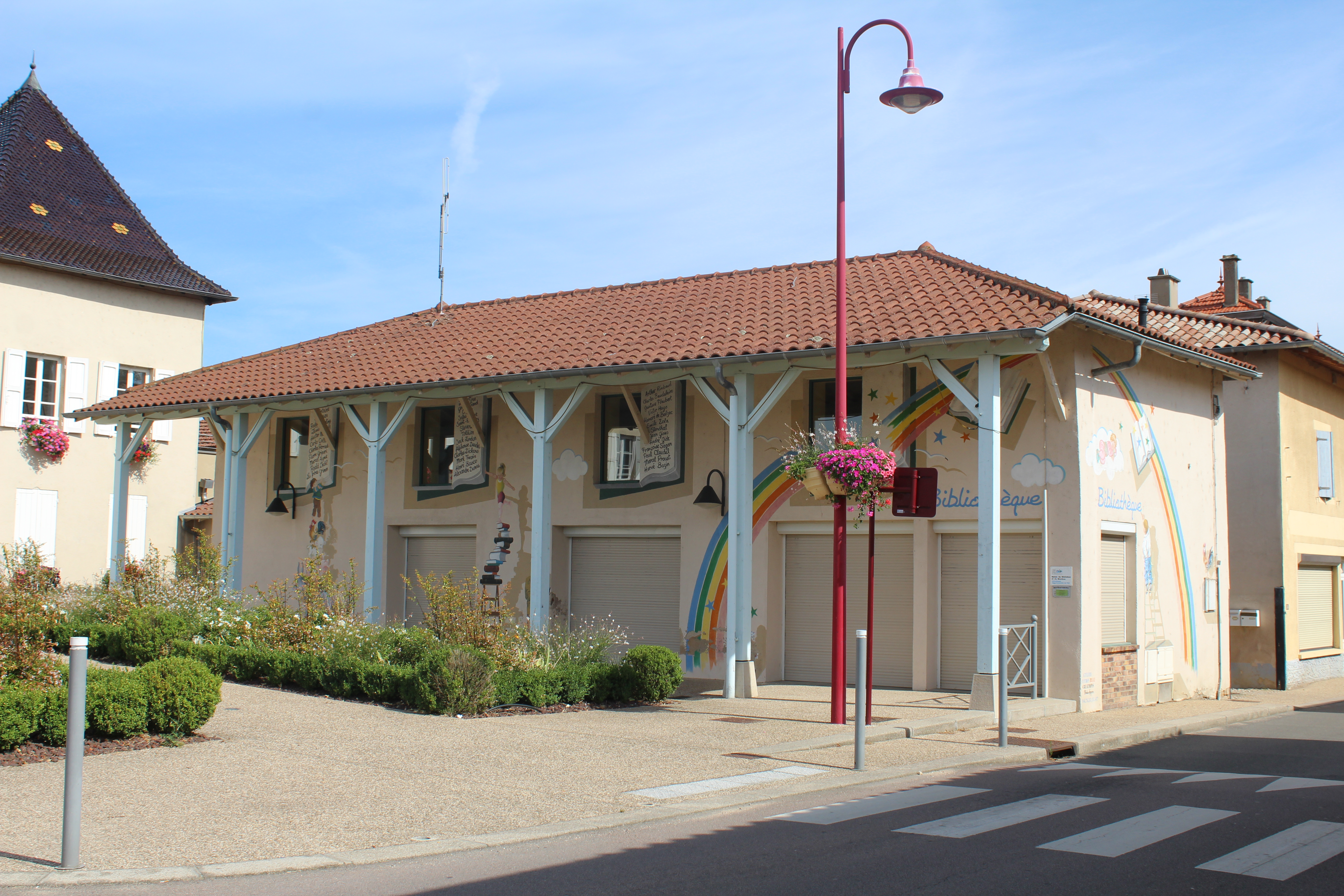
Bibliothek
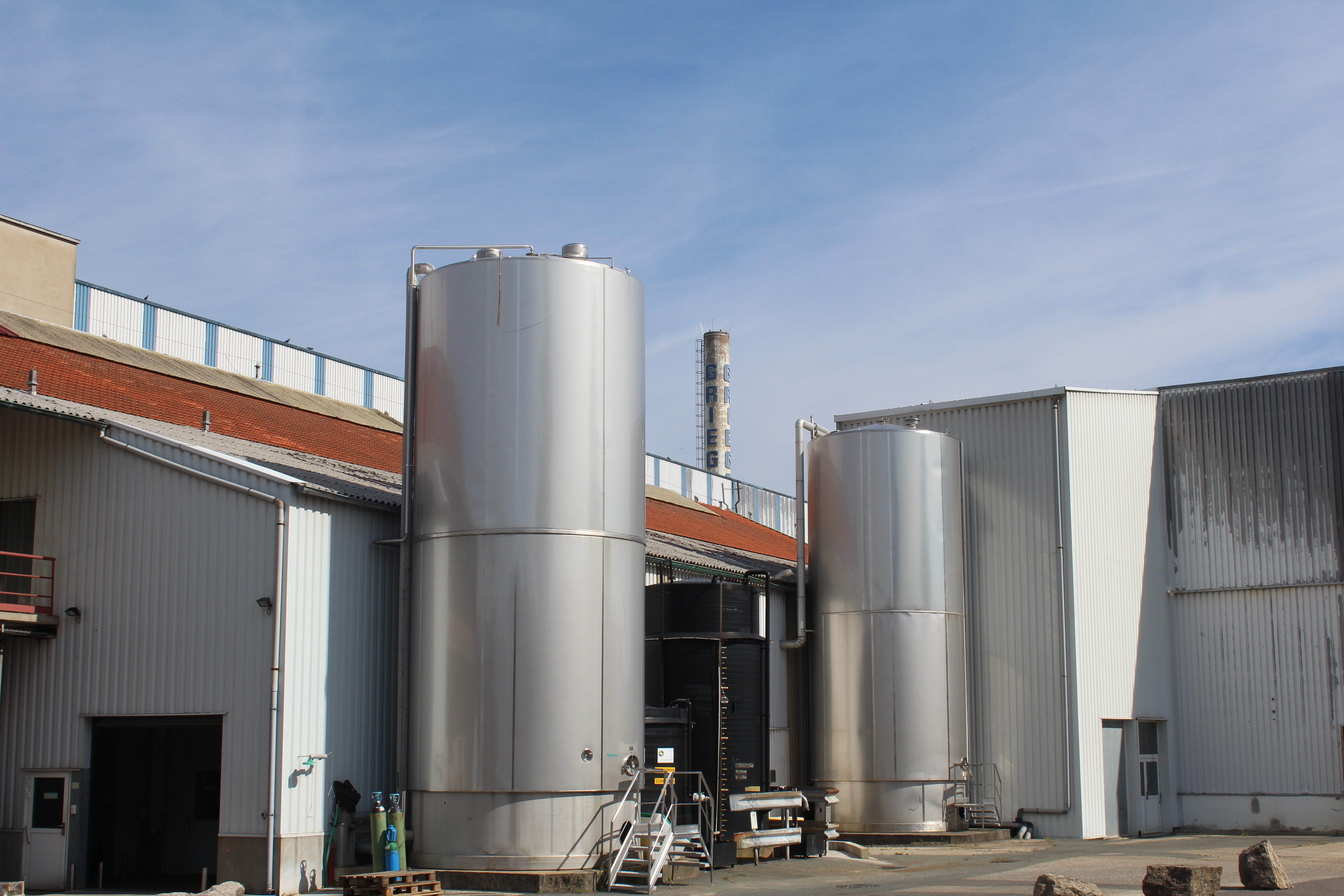
Molkerei
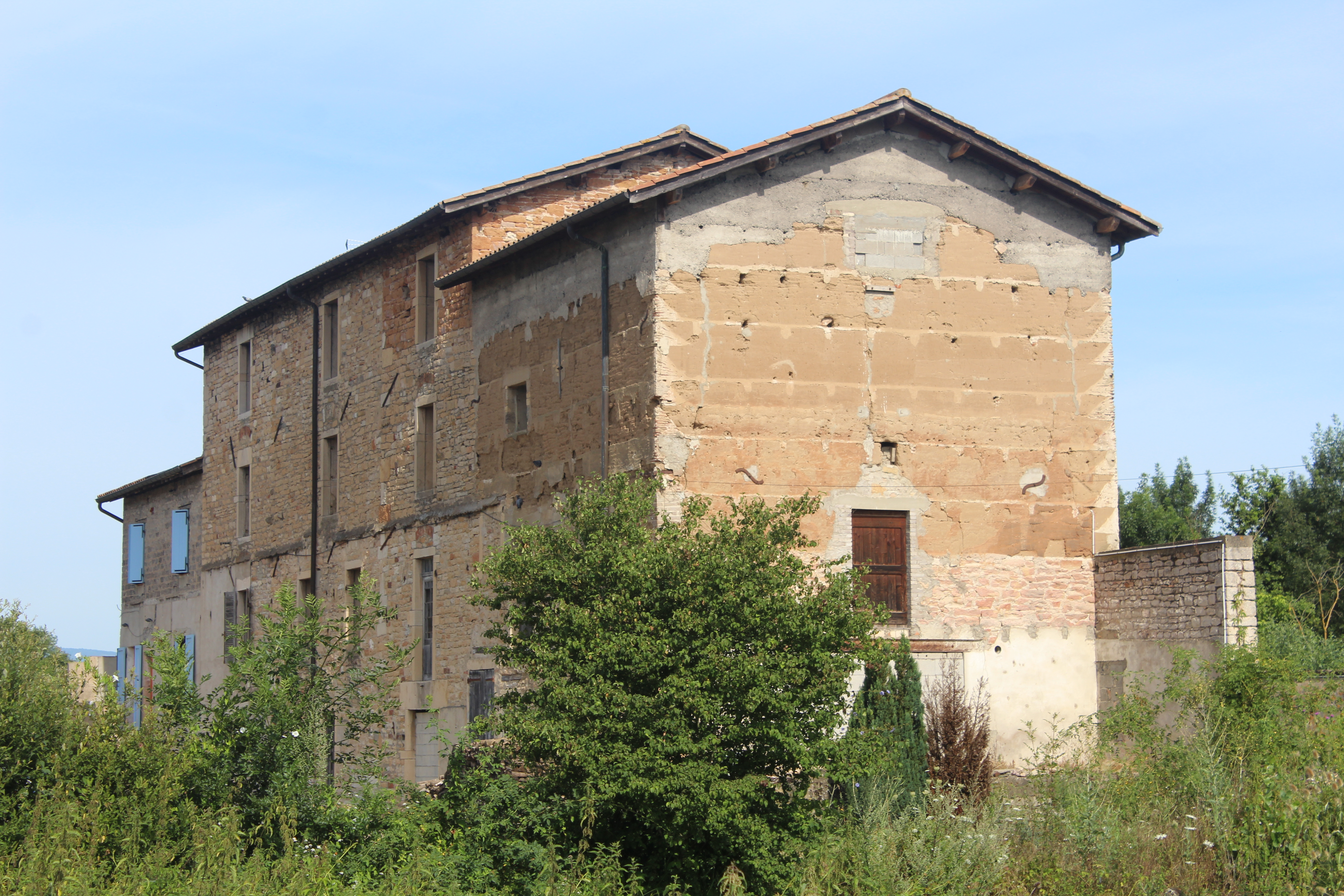
Ehemalige Wassermühle an der Veyle
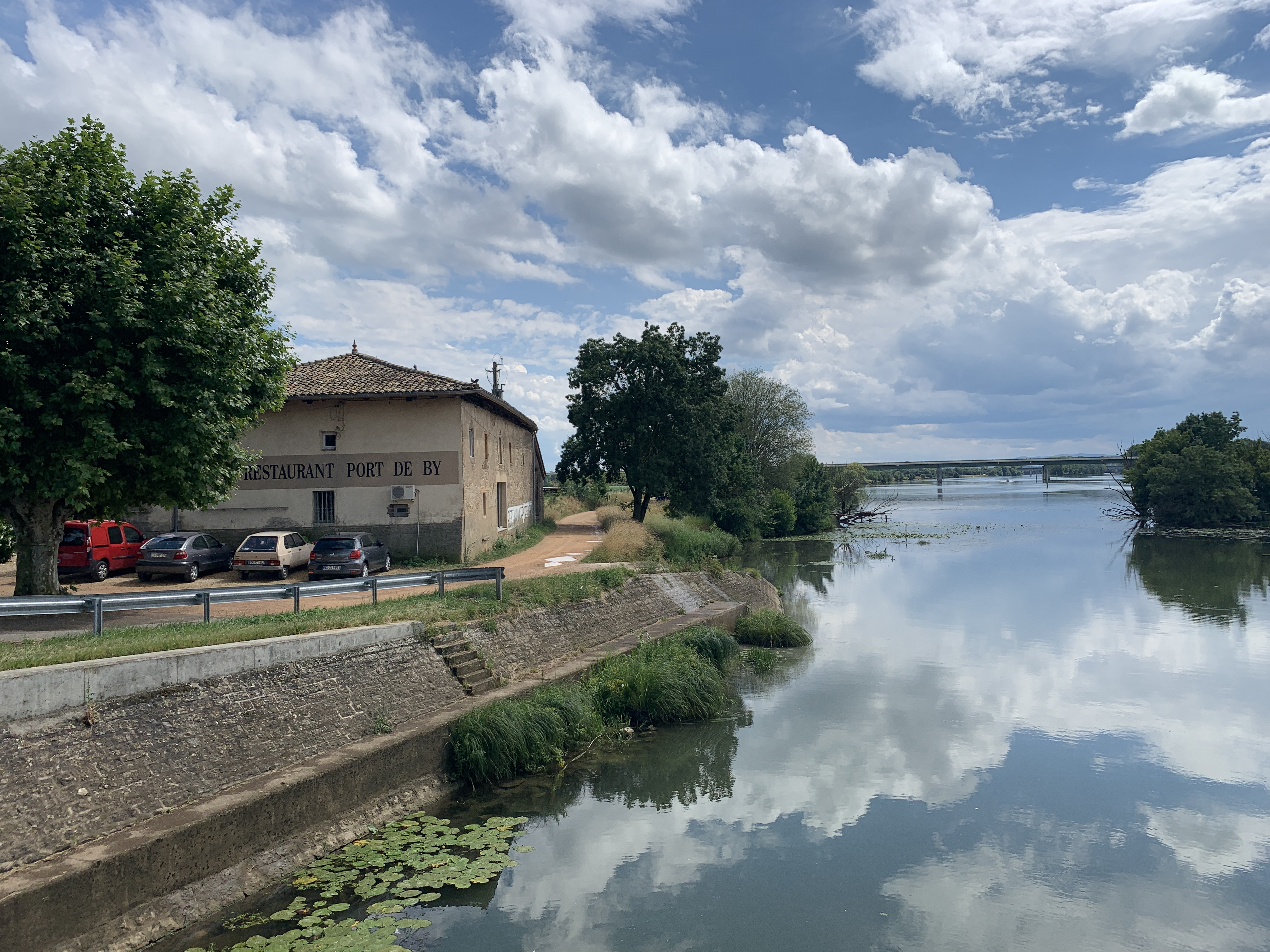
Restaurant „Port By“

- Kirche
Saint-Martin
- Kapelle
Saint-Gengoult
- Bibliothek
- Molkerei
- Ehemalige Wassermühle an der Veyle
- Restaurant
„Port By“

## Persönlichkeiten
- Paul-Marie Rousset (1921–2016), Bischof von Saint-Étienne (1971–1987)